# Michel Blondy
Pour les articles homonymes, voir Blondy.
Œuvres principales
Les Fêtes vénitiennes (1721)
Phaéton (1730)
Les Indes galantes (1735)
Michel Blondy est un danseur et chorégraphe français né en 1675 et mort à Paris le 6 août 1739.
Issu d'une famille de maîtres de danse parisiens, neveu de Pierre Beauchamp, il débute à l'Académie royale de musique en 1691 et y fait carrière jusqu'en 1739. Rival de Claude Ballon, il a pour partenaire principale Marie-Thérèse de Subligny. En 1729 il succède à Louis Pécour comme « compositeur des ballets ».
Parmi ses élèves, on notera Marie-Anne de Camargo, Marie Sallé et Franz Hilverding.
Article de référence :
"Un danseur d'exception sur les tréteaux de Louis-le-Grand : Michel Blondy" par Nathalie Lecomte, in "La chair et le verbe : Les Jésuites de France au XVIIIème siècle et l'image" volume édité par Edith Flamarion, Presses de la Sorbonne Nouvelle, 2008.

La chair et le verbe - Google Books

## Œuvres
Toutes ses chorégraphies ont été représentées pour la première fois à l'Académie royale de musique
- 1714 : Les Fêtes de Thalie, musique de Mouret
- 1721 : Les Fêtes vénitiennes, musique de Campra
- 1728 : La Princesse d'Élide, musique de Villeneuve
- 1728 : Hypermnestre, musique de Gervais
- 1729 : Les Amours des déesses, musique de Lully (sur un livret de Philippe Quinault)
- 1730 : Phaéton, musique de Lully
- 1732 : Callirhoé, musique de Destouches
- 1732 : Les Sens, musique de Mouret
- 1733 : Les Fêtes grecques et romaines, musique de Blamont
- 1734 : Les Éléments, musique de Lalande et Destouches
- 1734 : Pirithoüs, musique de Mouret
- 1734 : Les Plaisirs champêtres, musique de Rebel
- 1735 : Les Indes galantes, musique de Rameau
- 1736 : Les Voyages de l'amour, musique de Boismortier
- 1739 : Alceste, musique de Lully